# Ralf Rauch

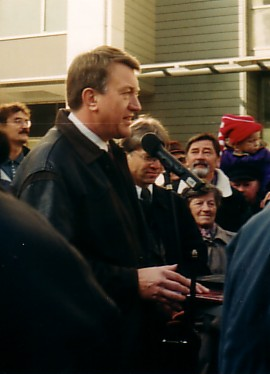
Ralf Rauch (1998)

Ralf Rauch (* 12. Mai 1950 in Gera) ist ein parteiloser deutscher Kommunalpolitiker und war von 1994 bis 2006 der erste direkt gewählte Oberbürgermeister der Stadt Gera.

## Leben
Ralf Rauch wurde in Gera geboren, wo er auch das Abitur an der Erweiterten Oberschule erwarb. Parallel absolvierte er eine Facharbeiterausbildung als Agrotechniker. Nach dem Grundwehrdienst folgte 1975 ein Studium im Fach Konstruktiver Ingenieurbau an der Hochschule für Bauwesen Leipzig (Vorläufer der HTWK Leipzig) mit dem Abschluss als Diplomingenieur. Im Anschluss war er als Statiker im Projektierungsbetrieb des Tiefbaukombinates Gera tätig und wurde 1978 Hauptprojektant, 1987 Technischer Leiter des Betriebes.
Nach der politischen Wende in der DDR engagierte er sich für eine demokratische Kommunalpolitik in seiner Heimatstadt und war bis 1993 Mitglied der SPD. Bereits im Mai 1990 trat Ralf Rauch zur Wahl für das Amt des Oberbürgermeisters an, unterlag aber dem CDU-Kandidaten Michael Galley. Die Stadtverordnetenversammlung wählte Rauch zum Bürgermeister und Baudezernenten. Für ein Jahr war er Vorsitzender des neugegründeten Landesverbandes Thüringen der Arbeiterwohlfahrt.
1994 wurde Rauch als Unabhängiger bei der ersten Direktwahl für sechs Jahre zum Oberbürgermeister der Stadt Gera gewählt. Seine Wiederwahl im Jahr 2000 erfolgte im ersten Wahlgang mit deutlicher Mehrheit. Rauchs Amtszeiten waren geprägt durch den demografischen und städtebaulichen Wandel nach der Wiedervereinigung. 1997 erhielt Gera gemeinsam mit dem benachbarten Ronneburg den Zuschlag für die Ausrichtung der Bundesgartenschau 2007. Von 2000 bis 2006 nahm Gera unter Rauchs Leitung am EU-Förderprogramm URBAN II teil.
Ralf Rauch ist Gründer und Mitglied mehrerer Vereine (Förderverein Berufsakademie, BUGA-Förderverein, Höhlerverein, Tourismusverein, Städtepartnerschaftsverein „Gera international“).
Er leitete zahlreiche Gremien wie beispielsweise die Regionale Planungsgemeinschaft Ostthüringen.
Von 1990 bis 2006 war Rauch Vizepräsident des Gemeinde- und Städtebundes Thüringen, Präsidiumsmitglied des Deutschen Städte- und Gemeindebundes und Hauptausschussmitglied des Deutschen Städtetages.
Bei der Oberbürgermeister-Wahl im Sommer 2006 unterlag Rauch in einer Stichwahl zwischen ihm und dem von SPD und Linkspartei unterstützten Herausforderer Norbert Vornehm. Im Januar 2008 wurde Rauch Geschäftsführer der Thüringer Fernwasserversorgung. Zum Jahresende 2015 ging er in den Ruhestand.